# Brachyodynerus magnificus
Brachyodynerus magnificus är en stekelart som först beskrevs av Moravitz 1867.  Brachyodynerus magnificus ingår i släktet Brachyodynerus och familjen Eumenidae. Utöver nominatformen finns också underarten B. m. luxorius.